# Newlands (Tal)

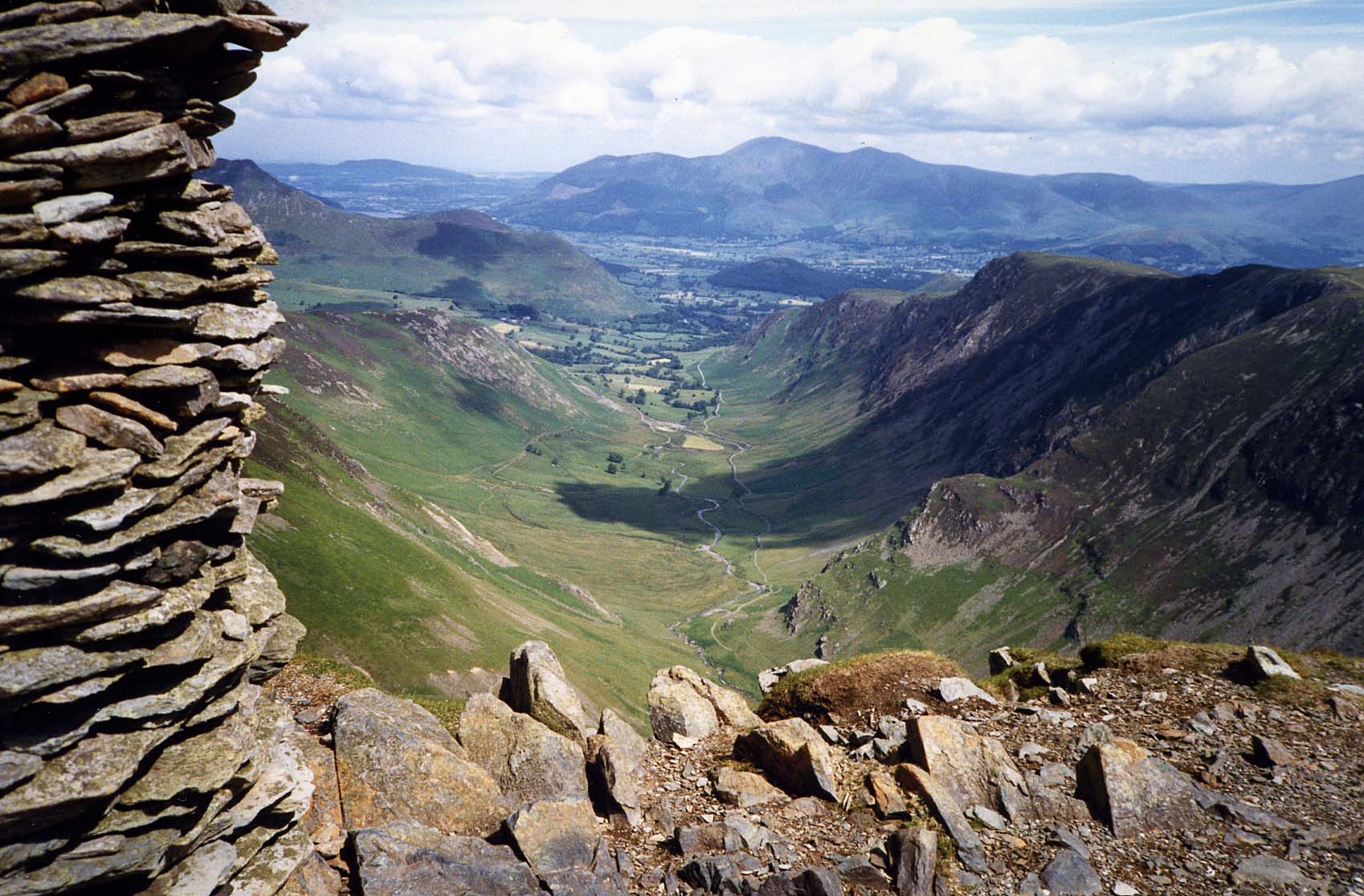
Das Newlands Tal vom Dale Head mit Skiddaw im Hintergrund

Das Newlands-Tal ist ein Tal im Lake District, Cumbria, England. Es wird als eines der schönsten Täler im Lake District bezeichnet.

## Lage
Das Tal verläuft in Nord-Süd-Richtung. An seinem nördlichen Ausgang liegen die Orte Braithwaite und Portinscale. Es wird im Osten durch Catbells vom Derwent Water abgegrenzt. Die Kette der Berge im Osten setzt sich dann fort im Maiden Moor und High Spy. Der Dale Head bildet das südliche Ende des Tals. Im Westen wird das Tal vom Hindscarth und Robinson begrenzt. Diese Berge lassen sich auf der 14 km langen Newlands Horseshoe Wanderung als Rundweg begehen.
Ein kleiner Seitenarm des Haupttals zweigt in westlicher Richtung zum Newlands Pass ab. Der Newlands Beck fließt vom Dale Head in nördlicher Richtund durch das Tal. Der Keskadale Beck kommt vom Newlands Pass über den Moss Force Wasserfall in das Tal.

## Geschichte
Im Tal wurden Siedlungsspuren aus der Bronzezeit gefunden, die meisten Namen des Tals haben ihren Ursprung aber im Old Norse, das die Siedlern der Region im 8. Jahrhundert sprachen und auf die die Siedlungen Keskadale, Skelgill, Birk Rigg, High Snab und Uzzicar im Newlands Tal zurückgehen.
Der Name des Tals beruht darauf, dass durch die Trockenlegung von sumpfigen Gebieten zwischen Braithwaite und Portinscale im 13. Jahrhundert neues Land (engl.: new land) als Weideland im Tal zur Verfügung stand.
Die Familien Fischers, Tickells, Thwaites, Graves und Maysons, die heute noch im Tal leben, werden bereits in Urkunden aus dem 15. Jahrhundert erwähnt.
An den Hängen des Tals wurde bis ins 19. Jahrhundert Bergbau nach Blei, Kupfer, Silber und sogar Gold auch von deutschen Bergleuten betrieben. Eine Mine am Hindscarth war so ergiebig, dass sie die deutschen Bergleute Gottesgab nannten.
Der Weiler Little Town und seine Kirche Newlands Church wurden durch Beatrix Potter und William Wordsworth literarisch berühmt.

## Nachweise
1. ↑   Susan Grant, The Story of the Newlands Valley, ISBN 1-904147-17-8
2. ↑  Newlands Valley auf Visit Cumbria

Koordinaten: 54° 34′ 2,2″ N, 3° 11′ 9,4″ W